# Zot!
Zot! és un còmic creat per Scott McCloud el 1984 i publicat per Eclipse Comics fins a 1990 com una alternativa alegre als còmics foscos i violents que predominaven a la indústria durant aquest període. Hi va haver un total de 36 números; els deu primers en color i la resta en blanc i negre. McCloud va acreditar al creador d'Astro Boy, Osamu Tezuka, com una gran influència en aquest còmic, convertint-se en un dels primers llibres de còmics americans inspirats en manga.

## Personatges principals
- Zot (Zachary T. Paleozogt) és un heroi adolescent amb ulls blaus, ros, procedent d'una terra alternativa, que vola mitjançant botes de gravetat i lluita contra els vilans amb una pistola làser de deu trets i un optimisme il·limitat.
- Jenny (Jennifer Alexander Weaver) és una adolescent sensible del nostre món i el reflex del punt de vista dels lectors al llarg de la sèrie. Ella i Zot són els dos únics personatges que apareixen a tots els números.

## Personatges secundaris
- Peabody (SKU #0635-588367-9402) és el robot de Zot. Fa a la vegada de majordom i de guardià.
- Butch, el germà gran de Jenny, és un típic fanfarró que, després d'un contratemps al principi de la sèrie, es transforma en un ximpanzé parlant quan està al món de Zot.
- Max, l'oncle de Zot, és un excèntric inventor, artista i pare substitut, els seus artefactes ajuden a Zot combaten la delinqüència.
- Vic (Victor Knight Taylor) és un jugador magistral, amic de Zot.
- Floyd és un robot. Vic el guanya en una competició.
- Woody és l'estudiós i dolç amic Jenny.
- Terry és la millor amiga de Jenny. La seva ambició és la de ser "normal".
- Barbara Alexander Weaver és la mare de Jenny. Passa desapercebuda al principi, però té un paper d'importància creixent.
- Ronnie és un escriptor còmic obsessionat
- Brandy és la núvia de Ronnie, una noia molt optimista, amb una mare alcohòlica
- George és un geni gandul decidit a obtenir la nota mínima per passar.
- Elizabeth és la germana de Spike, és extremadament tranquil·la i bastant estranya

## Enemics
Zot i els seus amics es van enfrontar a diversos enemics, incloent: 
- 9-Jack-9 és assassí de lloguer que pot viatjar a través de qualsevol senyal elèctric. Originalment, la projecció astral d'un home anomenat Sir John Sheers, va morir lluitant amb Zot. A la seva mort, la seva forma astral es va mantenir i ara és un ésser d'energia pura, fins i tot més perillós que abans.
- Dekko (Arthur Dekker), l'amic de Max es va tornar boig i va reemplaçar lentament el seu cos cancerós amb parts robòtiques.
- Zybox és un monstruòs robot que té l'esperança d'adquirir una ànima.
- Bellows és un ex inventor que s'enfada que els seus invents no amigables amb el medi ambient ja no s'utilitzen.
- The Blotch, un negociant mafiós que intenta mantenir-se fora de la presó.
- The Devoes es un culte que està en contra de l'evolució. Lluiten contra el poder de la tecnologia utilitzant... el poder de la tecnologia.

## La terra de Zot
Utilitzant un portal creat pel seu oncle Max, es crea un enllaç de la Terra contemporània a la realitat alternativa de Zot. Es tracta d'una utopia tecnològica retro-futurista, que recorda les imatges de l'edat d'or de la ciència-ficció, on cotxes voladors, robots i viatges interplanetaris són comuns i gairebé tots els seus habitants es beneficien de la pau, la prosperitat i una marcada manca de mals socials convencionals. També sembla que hi ha diferències subtils en la naturalesa essencial de les dues terres. Tot i això, hi ha diverses característiques comunes entre el món de Zot i el "real", com ara les carreres de diversos músics populars.
A la terra utòpica de Zot, sembla que els anys no passen, ja que es troba permanentment atrapat a 1965. Els habitants del món de Zot no són conscients d'aquest fet, però Jenny i els seus amics de la nostra Terra se n'adonem.
La veritable naturalesa del món de Zot mai no s'explica realment en el còmic, però es dona a entendre que el món de Zot és una còpia del nostre.

## Historial de publicacions
El còmic va ser reimprès en diversos volums. La primera col·lecció va ser Zot! Book One (ISBN 0-91303-504-1) d'Eclipse Press que va recopilar els número 1-4 amb una introducció a càrrec de Scott McCloud. A continuació va ser recopilada per Kitchen Sink Press en Book One (ISBN 0-87816-427-8), incloent els números 1 al 10 amb introducció de Kurt Busiek ; Book 2 (ISBN 0-87816-428-6), amb els números 11-15 i 17-18; i Book 3 (ISBN 0-87816-429-4), amb els números 16 i 21-27. El Book 4, havia de recopilar l'arc argumental "Real World" dels números 28-36, però la crisi de Kitchen Sink's va impedir la seva publicació.
L'any 2000, deu després de l'última reimpressió, McCloud va publicar la sèrie de nou en format webcomic amb el títol Zot! Online. Va publicar l'arc "Hearts and Minds" de 440 pàgines a Comic Book Resources. McCloud va usar un estil de anomenat infinite canvas per a Zot! Online, utilitzant rutes per indicar al lector l'ordre de lectura dels panells.
Al juliol de 2008, HarperCollins va publicar els números en blanc i negre complets de la sèrie (11-36) en un sol volum. Aquesta edició va incloure material i comentaris inédits de McCloud. No incloïa la història publicada "Getting to 99", sinó només els esborranys de McCloud, ja que l'art va ser acabat per un altre artista, Chuck Austen. A més, HarperCollins va publicar una edició limitada i signada d'aquesta col·lecció per a col·leccionistes al novembre de 2008.

## Traduccions
El 1991 va ser publicat per Cómics Forum, el segell de còmics de Planeta DeAgostoni, però es va quedar en els deu primers números. El mateix any va reeditar aquests números en un retapat indicant "Obra completa" tot i que faltaven el 26 números que havien quedat inèdits.
El 2009 Astiberri va publicar-la íntegrament en blanc i negre en dos toms. El 2016 va ser reeditada en un únic volum per Planeta.

## Temes
Al llarg de l'obra de Zot, el tema principal és el contrast entre el món utòpic de Zot i el nostre (tal com veu Jenny), una versió defectuosa. Els dos personatges principals es troben fascinats: Jenny desitjant la tranquil·litat del món paral·lel i Zot tractant d'abastar els reptes de la Terra. Més endavant, es tracta la sexualitat adolescent, la intolerància, l'homosexualitat i el sentit de no pertànyer s'exploren de manera sensible, mostrant a Zot (i per associació el seu món) com socialment lliberal.

## Premis
- 1985 Premi Jack Kirby a la millor sèrie nova[4]
- 1985 Premi Russ Manning a l'autor novell[5]

### Nominacions
- Premi Harvey 1988 al millor dibuixant[6]
- Premi Eisner 1988 a la millor edició individual per Zot! # 14[7]
- Premi Eisner 1988 a la Millor Sèrie oberta[7]
- Premi Eisner 1988 a la Millor Sèrie en blanc i negre[7]
- Premi Eisner 1988 al millor escriptor / artista[7]
- Premi Harvey 1991 al millor escriptor[8]
- Premi Harvey 1991 a la millor història autoconclusiva o número únic per Zot! # 33[8]
- Premi Eisner 1991 a la millor història autoconclusiva o número únic per a Zot! # 33[9]
- Premi Eisner 1991 a la Millor Sèrie oberta[9]
- Premi Eisner 1991 a la Millor Sèrie blanc i negre[9]
- Premi Eisner 1991 al millor escriptor[9]
- Premi Harvey 1992 a la millor edició única o història per a Zot! # 35[10]